# Pallanuoto ai Giochi europei
La pallanuoto è stato inserito nel programma dei Giochi europei nell'edizione inaugurale che si è svolta nel 2015.

## Edizioni
| Giochi | Anno | Sede | Gare |
| ------ | ---- | ---- | ---- |
| I      | 2015 | Baku | 2    |

## Medagliere complessivo
Aggiornato alla prima edizione
| Pos.   | Paese  | Oro | Argento | Bronzo | Totale |
| ------ | ------ | --- | ------- | ------ | ------ |
| 1      | Russia | 1   | 0       | 0      | 0      |
| 1      | Serbia | 1   | 0       | 0      | 0      |
| 3      | Spagna | 0   | 2       | 0      | 2      |
| 4      | Grecia | 0   | 0       | 2      | 2      |
| Totale | Totale | 2   | 2       | 2      | 6      |